# Chiara Margarita Cozzolani
Chiara Margarita Cozzolani, née le 27 novembre 1602 à Milan et morte vers 1678 dans cette même ville, est une compositrice, chanteuse et religieuse bénédictine. Elle passa sa vie d'adulte cloîtrée dans le couvent de Santa Radegonda (it), à Milan, où elle devint abbesse et arrêta de composer. Plus d'une douzaine de femmes cloîtrées ont publié de la musique sacrée durant le XVIIe siècle en Italie.

## Biographie
Margarita Cozzolani nait en 1602 au sein d'une famille aisée de Milan. Il est probable qu'elle a été formée à la musique au couvent de Santa Radegonda, ainsi qu'avec le violoniste et théoricien de la musique Riccardo Rognoni qui habitait en face de chez elle. En 1615, son oncle négocie une dot avec le couvent afin que sa nièce y passe le reste de sa vie, comme il était souvent d'usage à cette époque, dot moins élevée que dans le cas d'un mariage.
Elle entre au couvent et prononce ses vœux en 1620. Elle ajouta Chiara comme nom de nonne. Elle y poursuit sans doute sa formation musicale et montre des dons pour la composition. Elle y prend certainement connaissance de la musique de son époque en vigueur dans le nord de l'Italie, dans le style des madrigaux, qui marquera ses compositions.
Avec l'impulsion de l'archevêque de Milan Federico Borromeo, très musicien, le couvent de Santa Radegonda était alors un une référence musicale et hébergeait une centaine de nonnes recluses, dont la moitié sont musiciennes, instrumentistes ou chanteuses, souvent issues de la noblesse milanaise. Elles chantaient lors des différents offices et lors des fêtes religieuses, ce qui était suivi avec beaucoup d'attention par le monde extérieur. Les visiteurs illustres venant à Milan s'arrêtent souvent au couvent pour entendre l'excellence d'un chœur dont la renommée s'étend bien au-delà de la ville. D'autres couvents de Milan et sa région étaient également des centres musicaux et la période sous l'administration de Borromeo a été propice à l'éclosion d'autres talents de compositrices et de musiciennes parmi les différents couvents de la région.
Elle publie quatre recueils musicaux, dont trois consacrés à des madrigaux entre 1640 et 1650, qui est la date de ses Vêpres, probablement le plus connu de ses ouvrages. Sa première publication, Primavera di fiori musicali, est perdue. Elle semble arrêter la composition après 1650, étant élue à plusieurs reprises abbesse ou prieure. Il est également possible que la nomination d'un nouvel archevêque de Milan en 1652 Alfonso Litta, très austère et voyant d'un mauvais œil la musique baroque trop luxuriante, ait joué un rôle dans l'arrêt de sa production musicale. Litta était également préoccupé de voir les différents couvents de Milan rivaliser pour produire la musique la plus séduisante et attirer le public, dont parfois des cavallieri prompt à séduire les jeunes femmes cachées derrière les grilles séparant le public des nonnes..
Le 24 février 1665, a lieu un épisode notable : le duc de Brunswick et sa femme, de confession protestante, sont en visite à Milan, et s'arrêtent au couvent pour entendre les Vêpres, composées et dirigées par l'abbesse Cozzolani. Les nonnes leur font entendre un véritable concert. C'en est trop pour l'archevêque catholique Litta, qui est non seulement irrité que des « hérétiques » puissent bénéficier de cette musique, mais aussi luttait depuis longtemps pour que la musique jouée dans ce couvent soit plus sobre et ne fasse pas appel à la polyphonie, jugée par lui « immorale ». L'abbesse Cozzolani passait régulièrement outre ces instructions musicales de l'archevêque. Ce fut donc l'occasion pour Litta d'en référer au pape Alexandre VII pour enfin en finir avec ces « manquements impardonnables ». Un mois après l'audition du couple Brunswick, Litta intervient en force dans le couvent, démet Cozzolani de ses fonctions d'abbesse, distribue des sanctions et interdit définitivement le chant polyphonique.

Les scrupules de l'archevêque ne durent pas être calmés par le compte-rendu extatique de Filippo Picinelli, qui trouvait que 

« les nonnes de Santa Regonda sont douées de si rares et de si exquis talents musicaux, qu'elles sont connues pour être les meilleures chanteuses d'Italie. Elles portent les vêtements des Cassinese de sainte Bénédicte, mais elles apparaissent pour tous les auditeurs comme des cygnes blancs et mélodieux, qui emplissent le cœur de merveilles,  Parmi ces sœurs, Donna Chiara Margarita Cozzolani mérite les plus grands éloges, Chiara pour son nom mais bien plus encore pour ses mérites, et Margarita pour la rare et excellente noblesse de son inspiration... »

— Philippo Pinicelli, Ateneo dei letterati milanesi (Milan, 1670)
Donna Chiara Margarita Cozzolani disparait des registres du couvent après 1676. La première édition intégrale de ses motets de une à cinq voix et basse continue date de 1998.

## Œuvres
- Primavera di fiori musicali. 1 à 4 voix et basse continue (Milan 1640, disparu) ;
- Concerti sacri. 2 à 4 voix et basse continue (Venise 1642) ;
- Scherzi di sacra melodia. 1 voix et basse continue (Venise 1648, basse continue perdue, reconstituée Lucas Harris) ;
- Salmi à otto voci concertati. 2 à 8 voix et basse continue (Venise 1650) ;
- No, no no che mare. Aria (disparue).

## Publication
- Alma Redemptoris Mater dans les Concerti sacri (1642). 2 voix et basse continue (ISMN 979-0051483785), Boosey & Hawkes[9]

### Discographie
- Vespro, par Emiliano Gonzalez Toro (direction), ensemble I Gemelli, Naïve, 2019.

#### Bases de données et dictionnaires
- Ressources relatives à la musique :   - International Music Score Library Project
  - Carnegie Hall
  - Discogs
  - Grove Music Online
  - MusicBrainz
  - Muziekweb
  - Présence Compositrices
  - Répertoire international des sources musicales
- Notices d'autorité :   - VIAF
  - ISNI
  - BnF (données)
  - LCCN
  - GND
  - Espagne
  - Belgique
  - Pays-Bas
  - Israël
  - NUKAT
  - Suède
  - Norvège
  - Tchéquie
  - WorldCat